# Бодештій-де-Жос
Бодештій-де-Жос (рум. Bodeștii de Jos) — село у повіті Нямц в Румунії. Входить до складу комуни Бодешть.
Село розташоване на відстані 289 км на північ від Бухареста, 12 км на північний схід від П'ятра-Нямца, 87 км на захід від Ясс.

## Населення
За даними перепису населення 2002 року у селі проживала 1781 особа, усі — румуни. Усі жителі села рідною мовою назвали румунську.